# Антазаве
Антазаве (лит. Antazavė) — деревня в Зарасайском районе Утенского уезда Литвы. Центр Антазавского староства.

## География
К западу от деревни находится лес Антазаве, на юго-западе деревни расположено озеро Залве. В непосредственной близости находятся Гидрографические заповедники Дубурис и Кампуолис, окружённые 6 озёрами. 

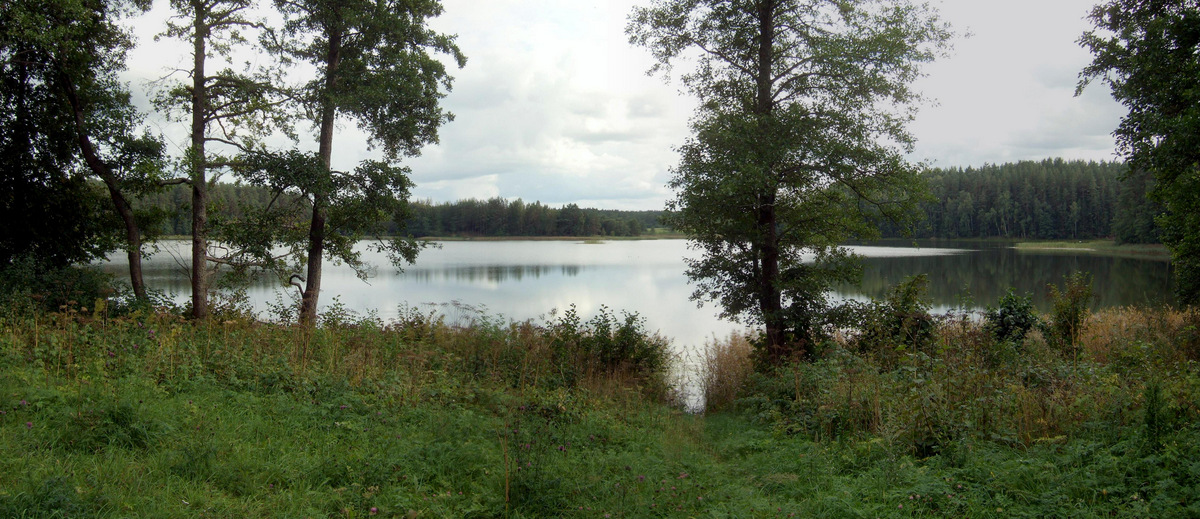
Озеро Залве

## Происхождение названия
Название деревни скорее всего было сделано скрестив литвоское озеро Залве и литовский предлог ant (рус. на). Проще говоря, слово Антазалве с литовского языка скорее всего переводится как Назалве (то есть, этот город находится на Залве, проще говоря на озере под названием Залве). Впоследствии, из названия убрали букву л, в иоге получили слово Антазаве.

## Население
| 1902                           | 1923 | 1959 | 1970 | 1974 | 1979 | 1984 | 1989 | 2001 | 2011 |
| ------------------------------ | ---- | ---- | ---- | ---- | ---- | ---- | ---- | ---- | ---- |
| 143                            | 167  | 134  | 497  | 529  | 603  | 648  | 628  | 461  | 413  |
| Гистограмма динамики населения |      |      |      |      |      |      |      |      |      |

## Известные жители
- Эмилия Францевна Пля́тер (1806—1831) — графиня, революционерка из остзейского дворянского рода по отцовской линии, из Литовской шляхты Браславского повета по материнской[6].
- Пятрас Гауле (1923—1993) — литовский поэт.
- Станислава Кирайлите (род. 1931) — литовский педагог.

## Галерея

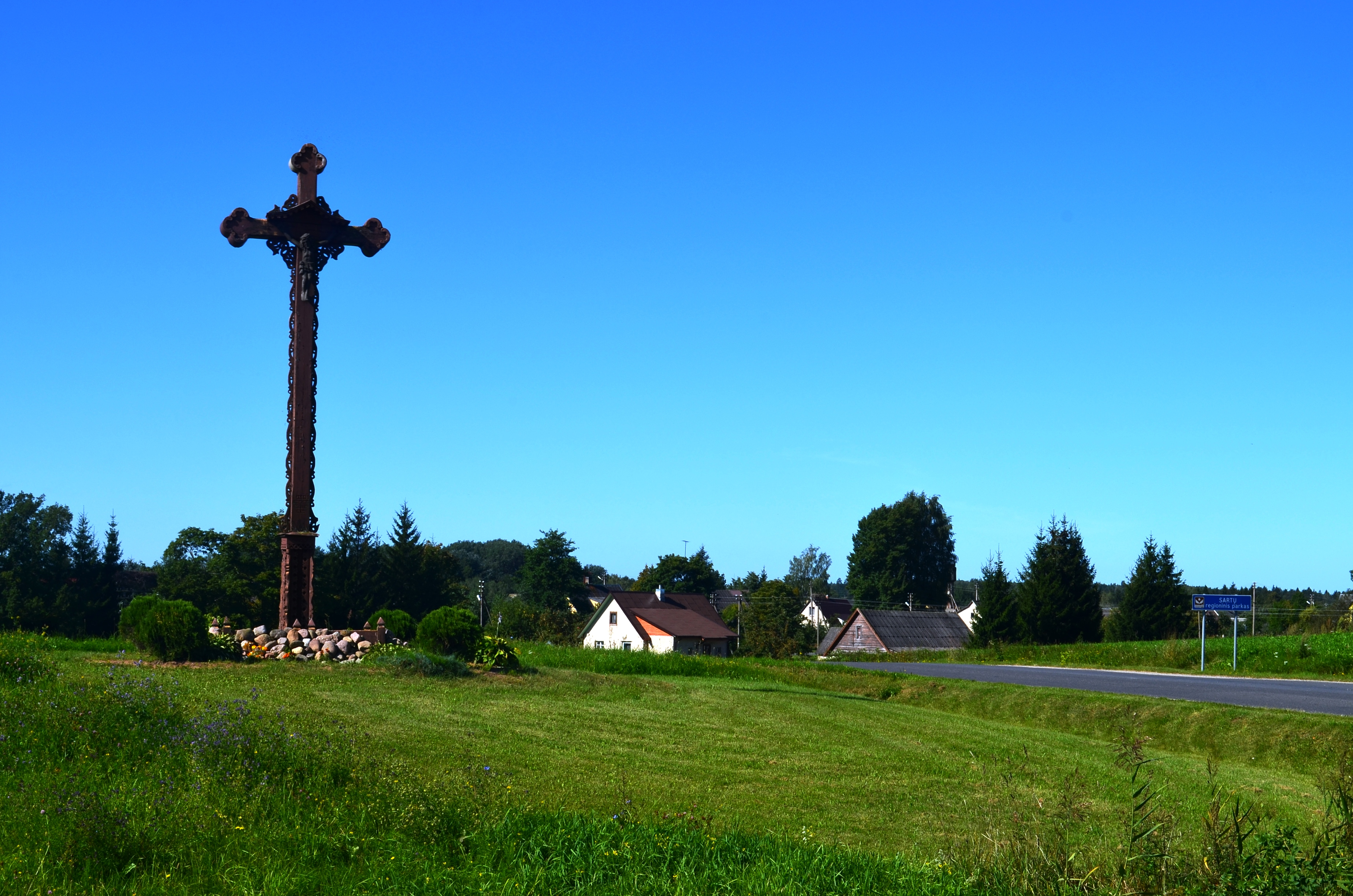
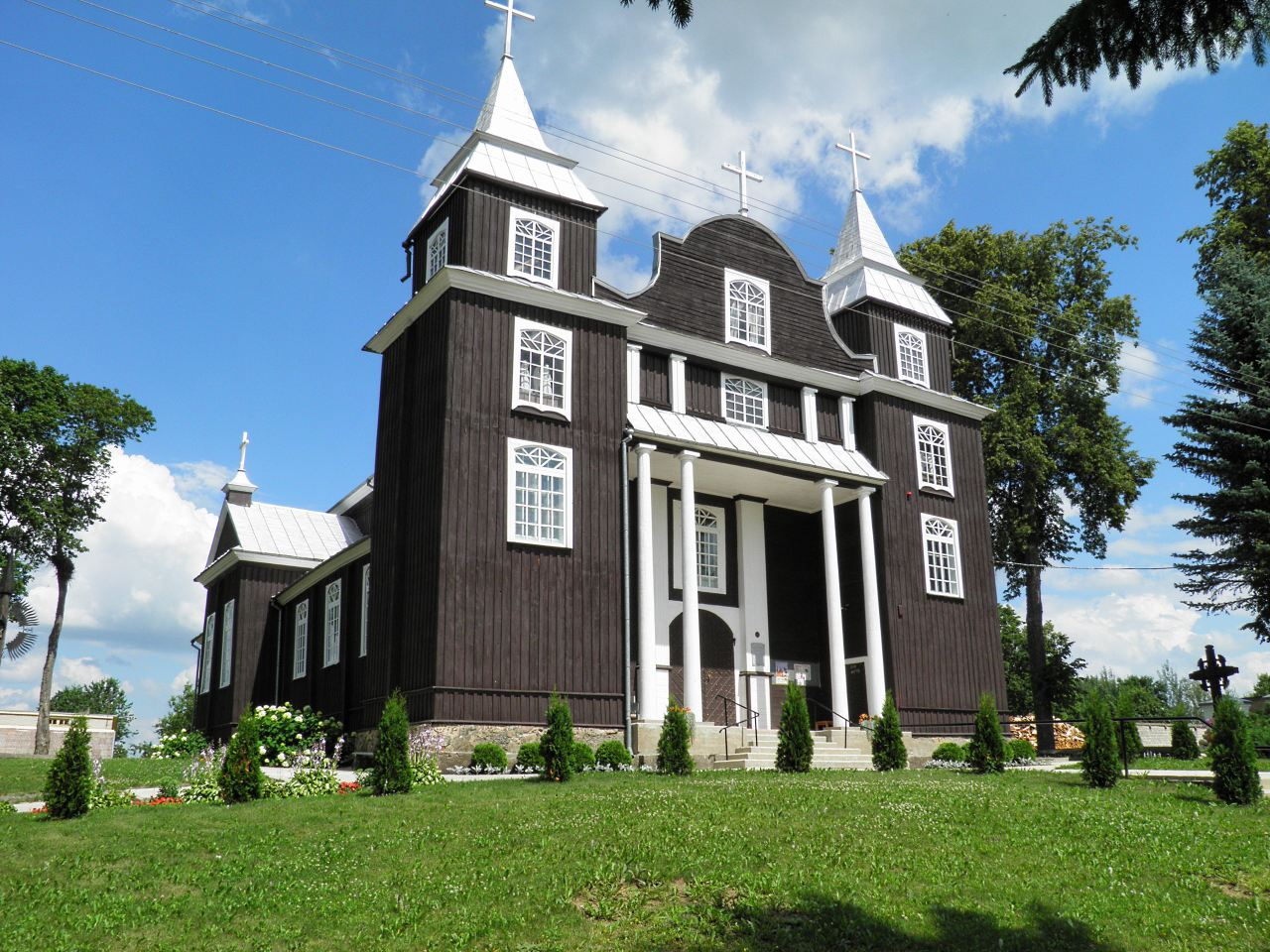
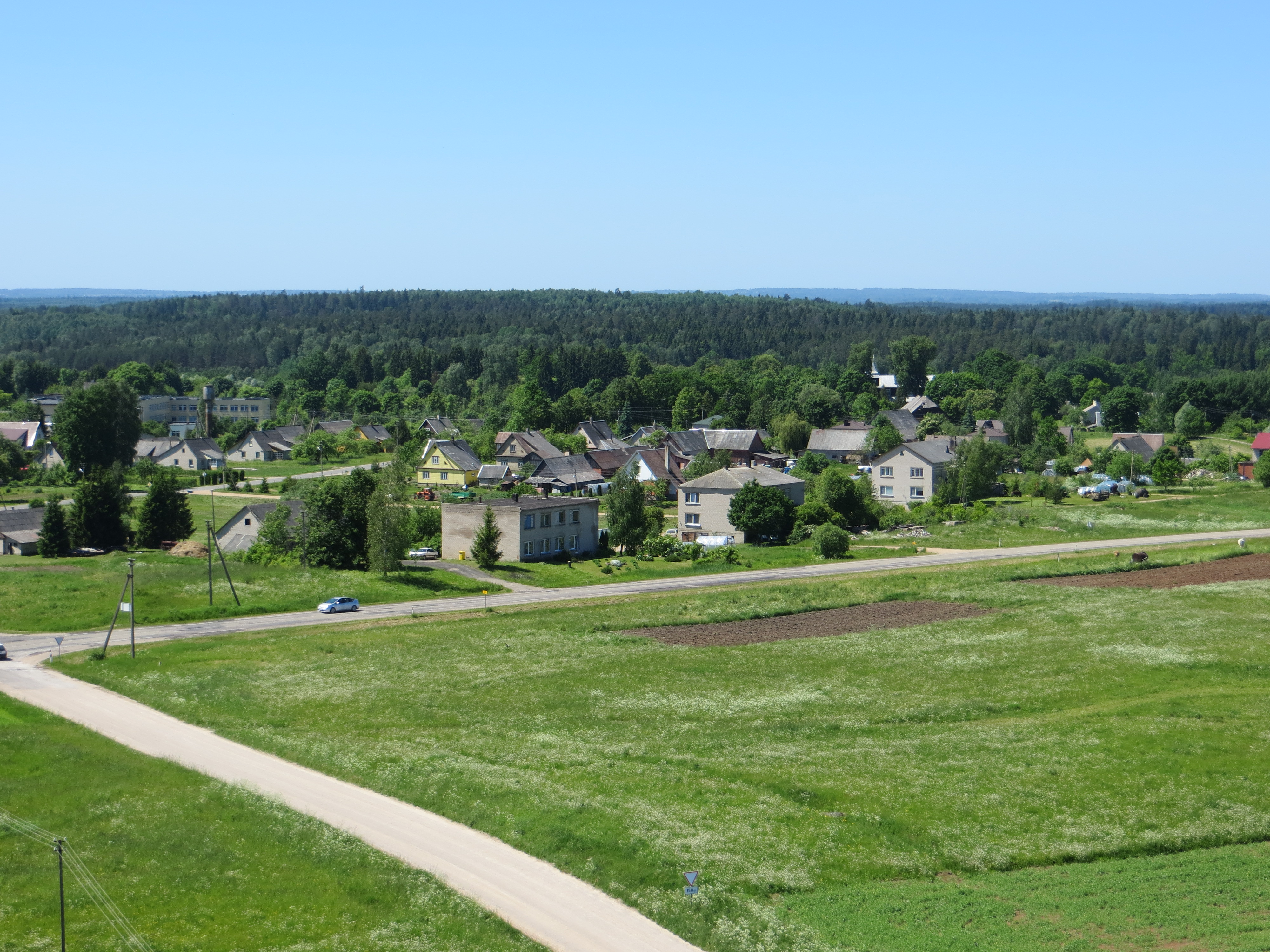
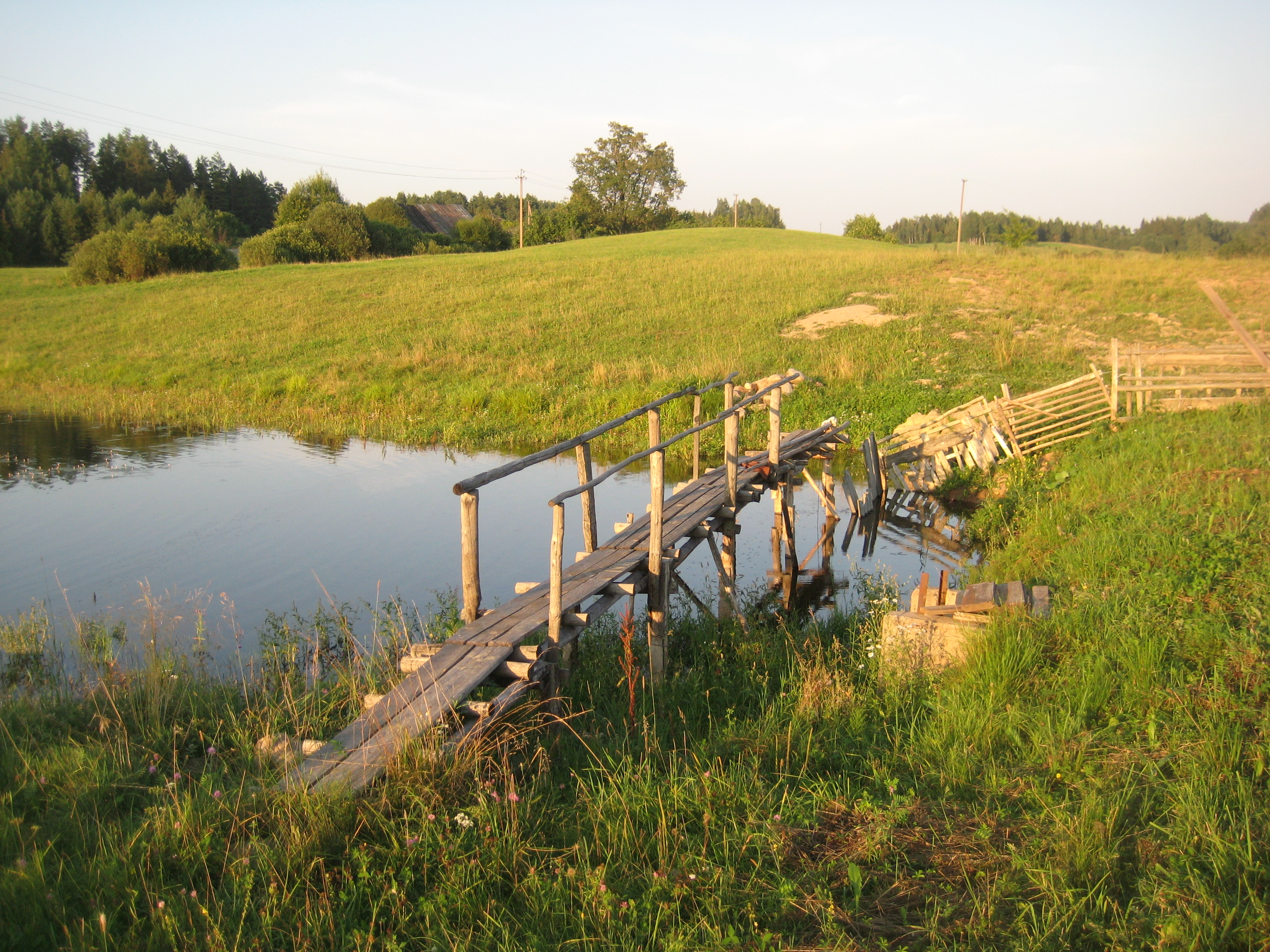
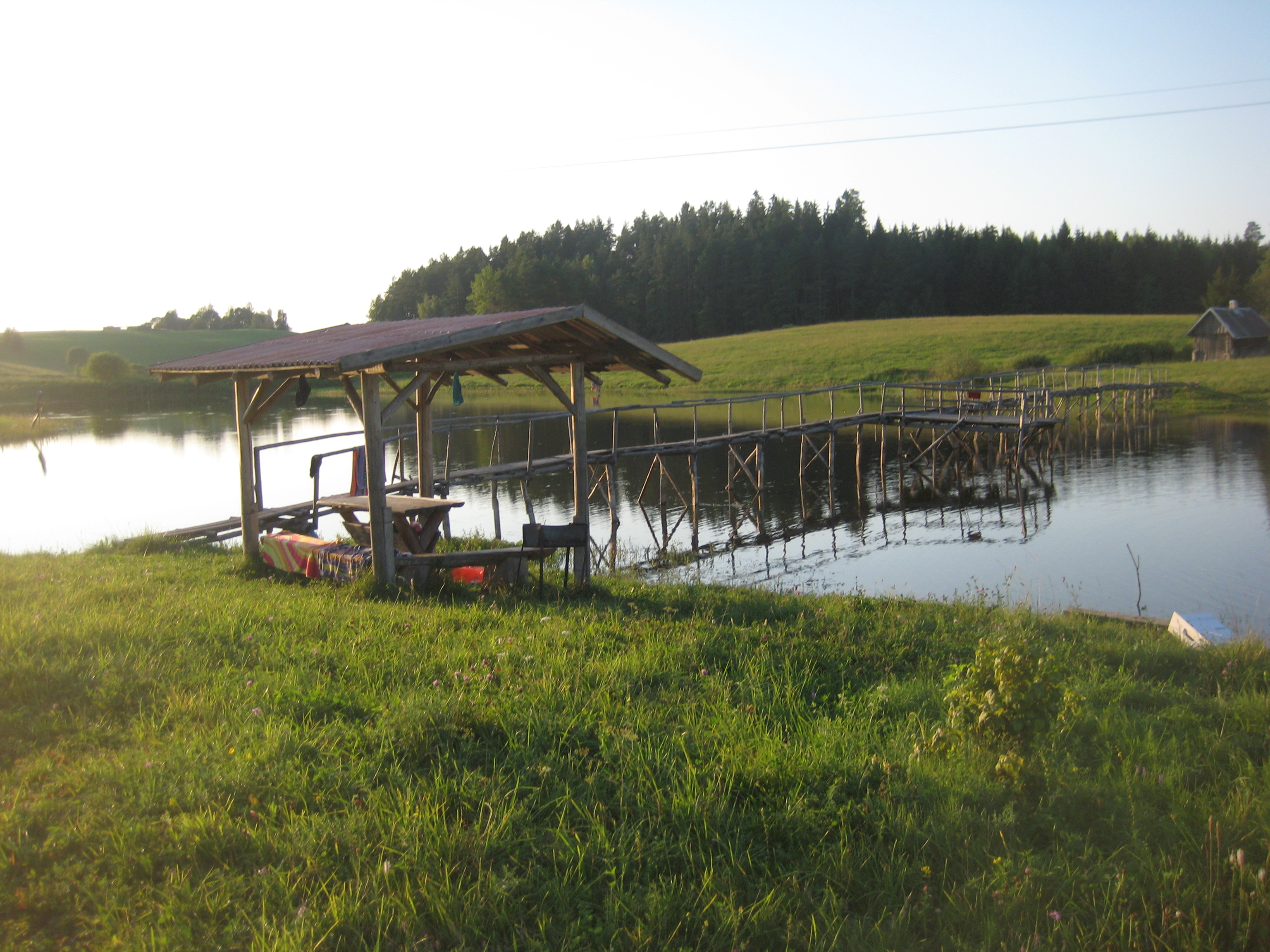
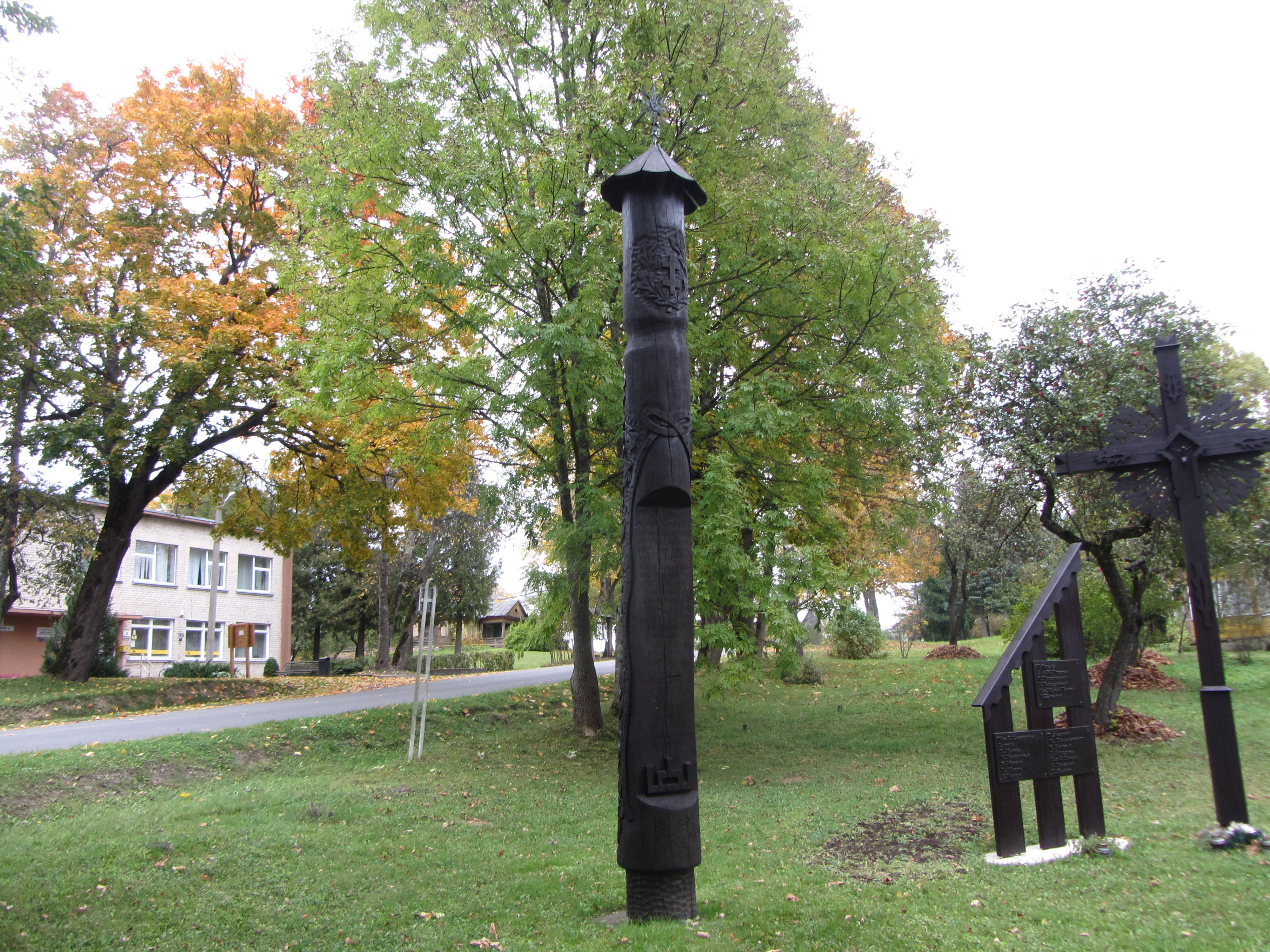
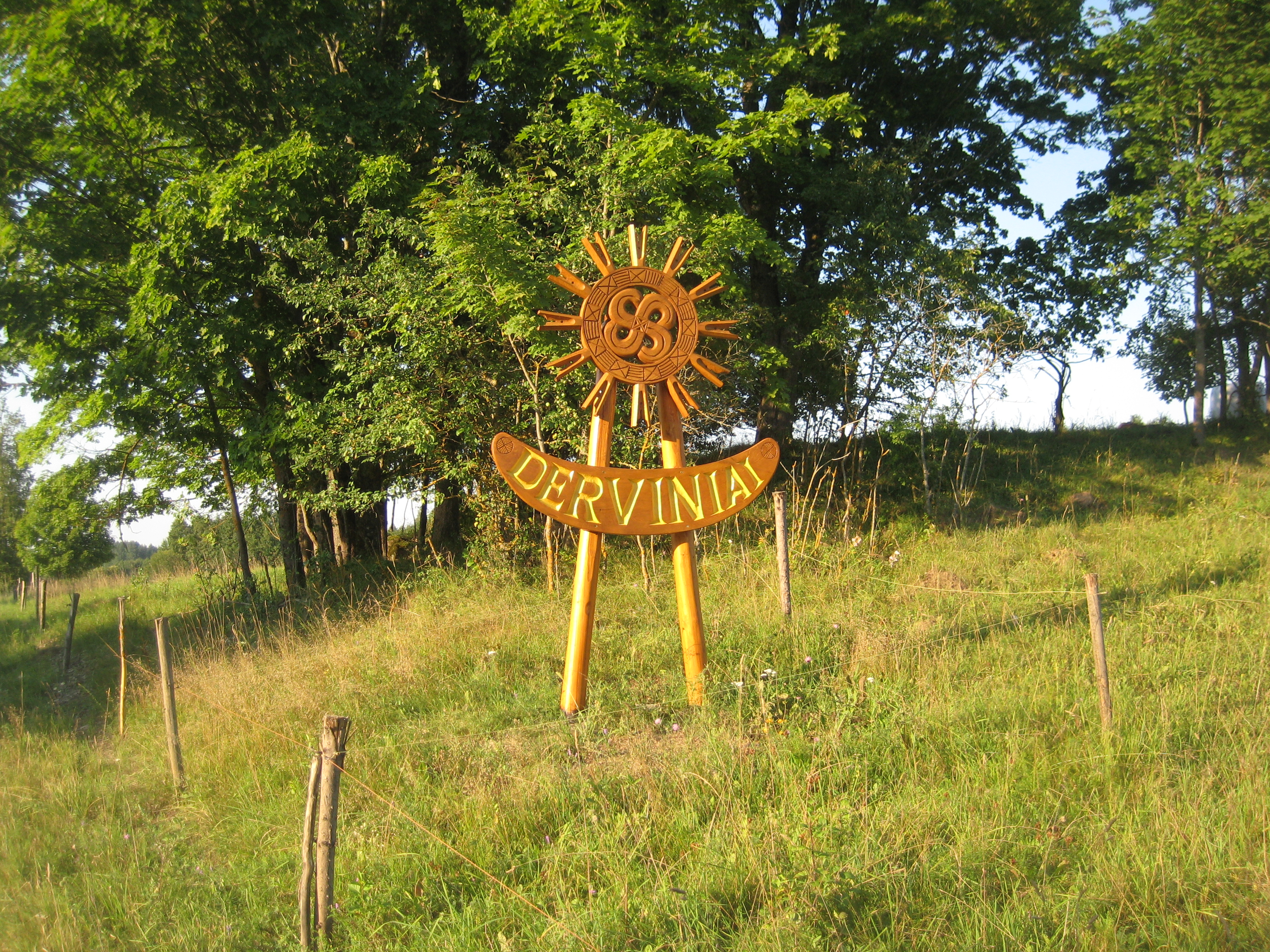
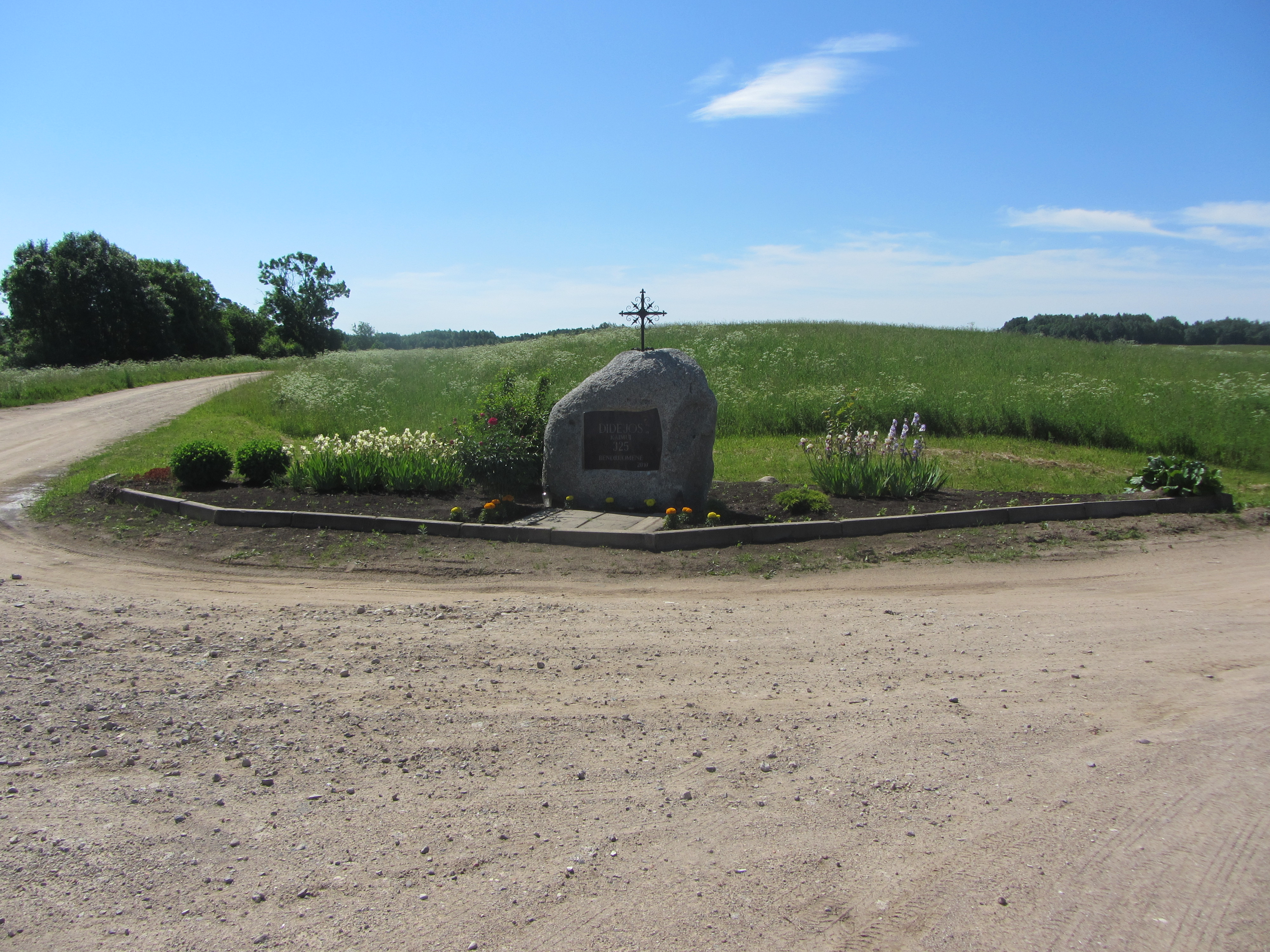